# عدم المساواة بين الجنسين في السودان
السودان بلد نام يواجه العديد من التحديات فيما يتعلق بعدم المساواة بين الجنسين، منحت منظمة فريدوم هاوس السودان أدنى ترتيب ممكن بين الأنظمة العمقية خلال العام 2012، حصلت دولة جنوب السودان على تصنيف أعلى قليلاً، وفي تقرير عام 2013 لبيانات عام 2012 احتل السودان المرتبة 171 من أصل 186 دولة على مؤشر التنمية البشرية ، السودان أيضًا أحد الدول القليلة جدًا التي لم توقع على اتفاقية القضاء على جميع أشكال التمييز ضد المرأة (سيداو) .وعلى الرغم من كل هذا، كانت هناك تغييرات إيجابية فيما يتعلق بالمساواة بين الجنسين في السودان. حيث شكلت النساء في عام 2012 24.1 ٪ من الجمعية الوطنية للسودان .كما تمثل المرأة السودانية داخل البرلمان بنسبة مقارنة بالدول الغربية. وعلى الرغم من ذلك يوجد عدم مساواة بين الجنسين في السودان، لاسيما فيما يتعلق بتشويه الأعضاء الجنسية للإناث والتمييز بين النساء إلى الرجال في سوق العمل ولقت هذه المشكلات اهتمام من المجتمع الدولي.

## خلفية تاريخية

### حكم الإستعمار
السودان «عربي» و «أفريقي» على حد سواء مع تعقيد كبير ينطوي على شروط العرق وسياسة الهوية حكمته حكومات متنوعة خلال العقدين الأخيرين، الأنظمة الاستعمارية (العثمانية و «الأنجلو المصرية»)، والدول الإسلامية (الفونج والمهدية)، والأنظمة العسكرية والديمقراطيات البرلمانية (1956-1989)، وبعدها الحكم العسكري الثيوقراطي. والمهدي هو إشارة إلى الإسلام الشيعي. وسقط الحكم العسكري الثيوقراطي بثورة ديسمبر المجيدة في أبريل للعام 2019م .
يرى البعض أن الحقبة الاستعمارية في السودان أثرت في المواقف الأولية لعلماء الأنثروبولوجيا البريطانيين تجاه «السكان الأصليين»، بحجة أن الأنثروبولوجيا كانت أداة مهمة في الإدارة الاستعمارية.

### إقليم دارفور
وقعت النزاعات والعنف القائم على النوع الاجتماعي في دارفور حتى بعد اتفاق سلام دارفور لعام 2006. وقبل اتفاق السلام، قتلت فصائل المتمردين وقطاع الطرق في دارفور وخطفوا المدنيين والعاملين في المجال الإنساني وشخصية بعثة الأمم المتحدة والاتحاد الأفريقي في دارفور (يوناميد).وفي عام 2005، خلصت لجنة من الخبراء في الأمم المتحدة إلى أن العنف الجنسي وقع في جميع أنحاء دارفور وفي ذلك الوقت كانت هناك منظمات غير حكومية تعمل على وقف هذا العنف بين الجنسين. ومع ذلك، طردت الحكومة 13 منظمة غير حكومية مما أدى إلى إغلاق معظم برامج العنف القائم على النوع الاجتماعي. قبل انفصال جنوب السودان في عام 2011، كان الدستور الوطني المؤقت في منطقة دارفور يحظر صراحة التمييز على أساس الجنس. ومع ذلك، وفقًا لتقرير حقوق الإنسان لعام 2009 الذي نشرته وزارة الخارجية الأمريكية، فإن الحكومة لم تنفذ هذا الحكم بشكل فعال.

### انفصال جنوب السودان
كان السودان، قبل انفصال جنوب السودان، أكبر دولة في أفريقيا من حيث المساحة وهو مورد كبير للنفط. وفي 9 يناير 2011، انفصلت ولايات جنوب السودان وأصبحت مستقلة رسمياً عن الشمال.وفقاً لنتيجة التصويت حيث بلغت نسبة التصويت لخيار الانفصال 98 ٪، وجاء الانفصال نتيجة لفشل السودان في تحقيق الديمقراطية والتنفيذ الخاطئ لاتفاقية السلام الشامل لعام 2005. وأنهت إتفاقية السلام أطول صراع أهلي مر على القارة. منذ انتهاء الاستعمار في السودان في الخمسينيات من القرن الماضي، وكان البحث عن الثروة النفطية أحد عوامل الصراع داخل السودان. ولم تُمنح الديمقراطية أبدًا فرصة للنجاح في السودان لأن أي انتخابات متعددة الأحزاب قد أنتجت حكومة مستقرة تم إسقاطها حيث أُسقطت ثلاث حكومات منتخبة بسبب الانقلابات العسكري.

## سياسات الحكومة
مرت دراسات اللامساواة بين الجنسين في السودان بمرحلتين أساسيتين حسب سيتيني شامي (عضوة مجلس الأبحاث والعلوم الاجتماعية ومديرة برنامج الشرق الأوسط وشمال أفريقيا)، تميز العرض المبكر بواسطة إهمال المرأة كأولوية بحثية، مرتبطة بمفاهيم التنمية في فترة ما بعد الاستقلال. ومن عام 1956 حتى السبعينيات. نادراً ماكانت تحظى القضايا المتعلقة بالمرأة باهتمام بحثي وعند دراستها تم التعامل معها بطريقة سريعة وسطحية وأهملت بعض أبعادها الأساسية من 1956 حتى السبعينيات. ونادراً ما تحظى القضايا المتعلقة بالمرأة باهتمام بحثي وعند دراستها تم التعامل معها بطريقة سريعة وسطحية أهملت بعض أبعادها الأساسية.نادراً ما تحظى القضايا المتعلقة بالمرأة باهتمام بحثي وعند دراستها تم التعامل معها بطريقة سريعة وسطحية أهملت بعض أبعادها الأساسية، بدأت المرحلة الثانية بإعلان عقد الأمم المتحدة للمرأة في عام 1975.وتميز هذا بانعكاس اتجاهات المرحلة المبكرة واهتمام جديد بالبحث في قضايا النساء، غير أن هذا البحث يهدف إلى استخدام الأموال المتدفقة من الوكالات الدولية لإقامة «مشاريع نسائية» بدلاً من السعي فعلاً لتحسين رفاهية النساء أنفسهن، أحد هذه المشاريع التي لها تأثير كبير هو (الصندوق)، وهي رابطة للمجموعات الائتمانية الدورية، يتكون (الصندوق) من مجموعات صغيرة من الأشخاص الذين يثقون في بعضهم البعض وبالتالي يكونون مسؤولين عن جدارة ائتمان بعضهم البعض، كان هذا شكلًا مبكرًا من القروض الصغيرة للنساء اللائي احتجن المال مقابل نفقات غير متوقعة أو لأغراض تجارية، تختلف أنواع الصناديق في السودان في عدد الأعضاء، ومقدار المساهمة، وشكل المساهمة، ومدة القروض.
ومنذ عام 1983، كانت هناك منظمات لها دور فعال في إنشاء منظمة ربات البيوت.وتهدف هذه المنظمة إلى تسهيل الوصول إلى السلع الاستهلاكية النادرة بأسعار معقولة لربات البيوت.

## الوضع القانوني للنوع الاجتماعي
النظام القانوني في السودان تعددي: الشريعة الإسلامية والقانون العرفي تمازجوا منذ مايُقارب قرن. اعتبارًا من عام 2013، كان السودان واحدًا من ستة بلدان فقط في العالم لم توقع على اتفاقية القضاء على جميع أشكال التمييز ضد المرأة (سيداو) وحاليا هو واحد من ثلاثة بلدان لم تُوقع هما الصومال وإيران، إتفاقية القضاء على جميع أشكال التمييز ضد المرأة هي اتفاقية دولية اعتمدتها الجمعية العامة للأمم المتحدة في عام 1979. وتضع وثيقة حقوق المرأة الدولية هذه معايير أساسية يجب تنفيذها لتعزيز المساواة بين الجنسين. يوشير موقف السودان إلى قلة أهمية المساواة بين الجنسين عند الحكومة.

## التعليم
يعد الاختلاف في التعليم بين الأولاد والبنات من أكثر أوجه عدم المساواة وضوحا" وانتشارًا في السودان. حيث تتعلم الفتيات عمومًا كيفية القراءة والكتابة وبعض أساسيات التعليم والعمليات الحسابية ويخرجن من المدار س عندما يبلغن سن البلوغ، وسن الدخول للمدرسة الابتدائية هو ست سنوات من المدرسة الابتدائية.وكان مؤشر المساواة بين الجنسين في التعليم الابتدائي في السودان اعتبارا من عام 2006م 0.8.و يستخدم هذا المؤشر لقياس الوصول النسبي إلى تعليم الذكور والإناث. حيث يتم حساب مؤشر التكافؤ بين الجنسين أولاً بتحديد السكان في سن الدراسة الرسمية لكل مستوى تعليمي. وبعد ذلك، سيتم حساب نسبة الالتحاق الإجمالية يحساب عدد الطلاب المسجلين في كل مستوى على عدد الأطفال خارج الدراسة وهم في سن المدرسة الرسمية وتضرب النتيجة في مائة. وهذا كله يُحسب منفصل للبنات والأولاد. «يُحسب مؤشر التكافؤ بين الجنسين بعد ذلك بقسمة نسبة الالتحاق الإجمالية للإناث على نسبة الالتحاق الإجمالية للذكور على مستوى معين من التعليم.».وهناك حاجة إلى الكثير من المعلومات التعليمية والتصنيفية لهذا الحساب، وبالتالي اعتبارًا من العام 2012م هناك ثمانية بلدان تابعة للأمم المتحدة لا تجمع البيانات اللازمة لحساب مؤشر المساواة بين الجنسين. وكانت نسبة الإناث اللائي حصلن على تعليم ثانوي على الأقل في عام 2010م 12.8 ٪ للإناث مقارنة مع 18.2 ٪ للذكور. [14] على الرغم من أن كلاهما منخفض للغاية، إلا أن الذكور لديهم فرصة أكبر من الناحية الإحصائية للحصول على التعليم الثانوي.

## الصحة
لا تتمتع النساء في السودان بنفس فرص الحصول على الرعاية الصحية التي يتمتع بها الرجال. ويتمثل أحد المقاييس المهمة للوصول إلى خدمات الرعاية الصحية الأساسية في معدل وفيات الأمهات. وهذا يحدد وفاة النساء الحوامل ويرتبط مباشرة بمستويات خدمات الرعاية الصحية المتاحة. في عام 2008، كان معدل وفيات الأمهات في السودان 750 لكل 100,000 ولادة حية نسبيا، ويصل هذا المُعدل في الدول المتقدمة مثل الولايات المتحدة هو 9.1 لكل 100,000 ولادة حية. ويعد معدل خصوبة المراهقين جزءًا من الأهداف الإنمائية للألفية. فمعدل الخصوبة لدى المراهقين هو مقياس للمواليد المراهقين لكل 1000 امرأة. هذا مؤشر عام لعبء الخصوبة على النساء الشابات في أي بلد. وكان المعدل في السودان في عام 2011 هو 61.9 لكل 1000. وتُعد الصحة الإنجابية عنصر هام آخر لصحة المرأة في السودان. كان معدل انتشار وسائل منع الحمل بين النساء المتزوجات اللائي تتراوح أعمارهن بين 15 و 49 عام 2009 هو 8 ٪. نسبيا، والمعدل لنفس السكان من النساء في الولايات المتحدة في نفس الوقت هو 73 ٪. و معدل النساء اللائي لديهن زيارة واحدة قبل الولادة على الأقل من عام 2005م- 2009م 64 ٪.أيضا، أما معدل المواليد بواسطة أخصائي صحة ماهر من 2005م- 2009م 49 ٪ في السودان. وبلغ معدل الخصوبة الإجمالي للمرأة في السودان عام 2011م، 4.2. هذا وهو متوسط عدد الأطفال الذين يولدون لامرأة طوال حياتها على افتراض ظروف طبيعية.

## الدين

### خلفية دينية
الدين له تأثير كبير على ثقافة السودان، حيث تلتزم نسبة غير قليلة من السكان بالدين الإسلامي، للدين تأثير كبير في المجتمع وهو يؤثر في توزيع أدوار الجنسين أو تقسيم الأدوار بناءاً على النوع الاجتماعي، تخضع مواقف الرجال المسلمين تجاه النساء بشكل أساسي علي المبادئ الدينية.الواردة في القرآن الكريم، حيث جاء في القرآن أن الرجال لديهم سلطة على النساء لأن الله قد جعل المرء متفوقًا على الآخر لأنهم ينفقون ثروتهم للحفاظ عليهن، توجد قواعد مجتمعية تقليدية في السودان تصف دور المرأة. ونجده واضح خصوصًا في حالة الزواج الديني، وبعد وفاة الزوج إما أن تتزوج الزوجة مرة أخرى مقابل أن تتخلى عن أولادها لعائلة الزوج أو تظل بلا زوج لبقية حياتها.. وكذلك بالنسبة للزوجة التي تنفصل عن زوجها، والمجتمع السوداني لايحترم المرأة إلا عندما تتصرف وفقاً للقواعد واللوائح التقليدية للمجتمع.

### أهداف إسلامية
كان هناك ظهور «للإسلام» في شمال السودان المسلم منذ عام 1971، ولا سيما بعده الجنساني، وهو ذو معنى. وفقًا لسوندرا هيل، هناك مجموعة متنوعة من الأهداف والاستراتيجيات التي يتضمنها هذا الصعود للإسلام. وهي: التلاعب بالإيديولوجية الدينية نحو ثقافة «أصيلة» أكثر، لتمثيل، أو تكرار، أو تعزيز مركزية المرأة ضمن تلك الثقافة «الأصيلة»، من أجل خلق اتجاه جديد في تقسيم العمل بين الجنسين أو وقف التغييرات الأخيرة داخل نظام العمل هذا، والتطهير من ثقافة المرأة «الأصيلة» خاصة العادات غير الإسلامية التي «تضعف أخلاق المرأة».حسبما يعتقد المسلمين وغيرهم ممن يخشى تقدم النساء،
كان هناك توحيد للسلطة الإسلامية التي غيرت «النقاشات الوطنية والمحلية الرسمية وغير الرسمية» حول الجنس والقانون والعمل. رادت الحكومة السودانية أن تبدو أكثر حداثة ودعاية لتعليم المرأة ومشاركتها في العمل. قبل ذلك، كان هناك تدخل مباشر أكثر من الحكومة السودانية من قبل مسجد الإسلام. منذ عام 1989، ما زال الإسلام مؤثرًا جدًا

## المشاركة الإقتصادية

### خلفية عن الاقتصاد
يتكون اقتصاد السودان من قوة عاملة من الذكور. في أحد المصانع في عام 1981، كانت العاملات يكسبن حوالي 70٪ من أجر الميكانيكي الذكر. ومع ذلك، فإن هذا لا يرقى إلى غالبية فرص العمل للمرأة في السودان. ذلك لأن معظم الحضارات في السودان ريفية ولم يكن هناك الكثير من الاستثمار الأجنبي المباشر لتحفيز المزيد من الفرص الاقتصادية الصناعية. تشارك غالبية النساء في الأنشطة الزراعية، وتقدم معظمهن مساهمة «لا يمكن التعرف عليها». ينبغي أن يكون للمرأة دور أكثر إنتاجية في عملية التنمية «لمواجهة السياسة الهدامة للغذاء، وانتشار الجوع في مناطق الريفية.» يجب أن تركز النساء على توفير الغذاء للأسرة، في إضافة (في كثير من الأحيان) إلى توفير الكثير من الدعم المالي للعائلة يختلف دور المرأة في ملكية الأراضي في السودان. هناك تنوع في البلد، والسياق المؤسسي والسياسي فيما يتعلق بنوع الجنس في المعاملات العقارية

### التقسيم الجنساني للعمل في الزراعة
وفقا لشامي، فإن ما لا يقل عن 87 ٪ من القوى العاملة النسائية في السودان تتركز في الزراعة. من بين هؤلاء، شارك 78 ٪ -90 ٪ في قطاع الكفاف التقليدي، في حين أن 10 ٪ فقط يشاركون في القطاع الحديث.زراعة الكفاف (العمل الأسري) هي في الأساس عمل غير مدفوع الأجر يحد من المشاركة الاقتصادية للعامل. غالبية العمل الأسري تقوم به النساء والأطفال. وفقًا لـ Haleh Afshar ، فإن العمل الأسري يعتمد على علاقات القرابة حيث تملي القاعدة شعورًا بالعمل الجماعي. يعتمد العمل المدفوع الأجر على التفاهم التعاقدي بين المزارع والعامل. غالبًا ما لا تُتاح للمرأة في السودان فرص لإدارة مؤامرات الكفاف بمفردها. يتمثل أحد القيود الأساسية على المساواة بين الجنسين في السودان في ضرورة الحصول على الائتمان اللازم لإدارة المزرعة. يمتد الائتمان (الشيل في السودان) ثقافيًا إلى الرجال فقط من قِبل أصحاب المتاجر والتجار، ويطلق على الذكور «مزارعي» مع نساء يطلق عليهم اسم «عمال المزارع» على الرغم من أن كلاهما يعمل في المزارع. في حين أن الدخل المدفوع يذهب إلى الرجال في القرى، فإنه لا ينفق أو يستثمر بالضرورة في الأسرة، ولا يذهب دائمًا نحو تحسين المزرعة. يبدو أن بعض ظروف السوق في السودان من المحتمل أن تؤدي إلى زيادة المساواة بين العمال الذكور والإناث؛ ومع ذلك، لم يكن هذا هو الحال. حالة السودان فريدة من نوعها في تلك الأرض وفيرة والعمل محدود. على الرغم من هذا النقص في العمل، لا يتم تشجيع النساء على المشاركة في الزراعة الحديثة

### زراعة الكفاف
في السودان، تواجه مزارعات الكفاف قيود التنمية الاقتصادية. هناك تناقض بين أهداف السياسة العامة في تحسين الزراعة وما ينتج عنها من وفاة المزارعات. على الرغم من أنه لا يُتوقع من النساء العمل مقابل أجر أو الحصول على مهنة، إلا أنه في بعض الأحيان توجد فرص لكسب دخل طالما أنه «يساعد» الأسرة ماليًا. يُسمح لهؤلاء النساء بالعمل في المنزل وفي الحقول مع فهم ثقافي بأن هذه ليست مهنة. تمثيل النساء علنًا وثقافيًا إلى وضع أدنى من وضع الرجال، وهناك افتراض بأن تقسيم العمل على أساس الجنس يسود، على الرغم من أن المرأة تلعب دوراً حاسماً في الدورة الزراعية، إلا أن دورها لم يتحسن نتيجة للتكنولوجيا في القطاع الزراعي. تميل إلى التركيز على إنتاج المحاصيل النقدية، ولا يتم تشجيع النساء على المشاركة في هذا النشاط.

## المشاركة السياسية
على الرغم من القيود الثقافية والاقتصادية الهائلة للمرأة في السودان، تشكل النساء 24.1 ٪ من البرلمان الوطني اعتبارا من عام 2012. بيد أن هذه النسبة المئوية لا تمثل عدد النساء في مناصب السلطة في جميع أنحاء البلد. العديد من الدول الأخرى (المتقدمة والنامية) لديها نسب مماثلة من النساء في السياسة. كانت العازة محمد عبد الله أول امرأة في السودان تحضر للمحاكم السياسية في عام 1924. أيضا، خالدة زاهرسرور السادات واحدة من أوائل النساء اللائي شاركن في السياسة. قامت بنشاطات سياسية واضحة وساعدت في تأسيس الاتحاد النسائي السوداني في عام 1952

## المعايير الاجتماعية والثقافية
هناك مجموعة متنوعة من الالتزامات الاجتماعية المطلوبة للمرأة في السودان والتي ليست ضرورية للرجال. وتتراوح هذه بين الولادة والزواج وتشويه الأعضاء الجنسية الأنثوية وطقوس الوفاة والزواج وغيرها وبها التزامات جسدية وعقلية ولا تقع هذه المسؤوليات على
الرجال. تتماشى التزامات الطقوس العائلية مباشرة مع النساء في الأسرة. في كثير من الأحيان، يتعين على النساء أداء الطقوس بالإضافة إلى الأعمال اليومية. في حالات طقوس الزواج، يُتوقع من النساء المدعوات إغلاق بيوتهن حرفيًا طوال فترة الاحتفالات والانتقال إلى المكان الذي تقام فيه الطقوس

### المنزل
يمثل «البيت» بشكل رمزي دور المرأة الكلي وينعكس دوره في
«الهيكل» التاريخي للذكور. حتى داخل حدود مركبهم، من الضروري وجود تطابق بين الملابس وطريقة الكلام ونبرة الصوت. وتستنده هذه التبعية
المتوقعة على الأعراف الثقافية والاجتماعية

### طقوس الجمال
الدخان والدلكة هما من أهم الطقوس الجمالية التي يُفرض على المرأة أن تؤديها

### الختان
في السودان، يتم إنشاء الهويات الأنثوية وإعادة إنشائها من خلال العديد من الأيديولوجيات الجنسانية والممارسات العرفية وإحدى هذه الممارسات
تشويه الأعضاء التناسلية الأنثوية، والتي لم تكن تقريبًا تمارس في الجنوب ولكنها كانت عالمية في الشمال تقريبًا. [هناك أربعة أنواع أساسية من هذه الممارسة تسمى أحيانًا قطع الأعضاء التناسلية الأنثوية أو ختان الإناث. النوع الأول ينطوي على إزالة غطاء البظر بأكمله. تتضمن الإستراتيجية الثانية إزالة البظر والشفرين. النوع الثالث «(المعروف أيضًا باسم infibulation) يشمل إزالة كل أو جزء من الشفرين الداخلي والخارجي، وعادة البظر، وانصهار الجرح، وترك فتحة صغيرة لمرور البول ودم الحيض - الجرح المنصهر مفتوح للجماع والولادة.»[18] النوع الرابع من تشويه الأعضاء التناسلية يتضمن مجموعة متنوعة من الإجراءات الأخرى من ثقب إلى قطع المهبل الكامل.
يمثل هذا الإجراء انتقالًا أفقيًا للتقاليد، ليس من جيل إلى آخر داخل مجموعة عرقية ثقافية ولكن من مجموعة إلى أخرى في الظروف المشتركة حديثًا. في اعتناق ختان الإناث، تنفصل النساء عن تقاليدهن الثقافية ويعيد تشكيل شخصيتهن وكذلك أجسادهن. ووفقًا لروجيا أبو شرف، فإن 91 في المائة من السكان الإناث في شمال السودان لا يزالون ملتزمين بهذه الممارسة. خلال الحكم الاستعماري، كانت السلطات البريطانية تخشى أن تقبل النساء الجنوبيات تشويه الأعضاء التناسلية الأنثوية، وهو ما اعتبره المسؤولون الاستعماريون ليسوا أجنبيين فقط في الجنوب بل وأيضًا بطيئين. بالنسبة للإناث، يشتمل الختان على مجموعة متنوعة من العمليات الجراحية الطقسية، بما في ذلك استئصال البظر، والتناسل، والتهابات، والتي أجريت جميعها لآلاف السنين
لا يزال تشويه الأعضاء التناسلية الأنثوية يمثل مشكلة مجتمعية متفشية في السودان، حيث ذكرت 88٪ من النساء السودانيات أنهن تعرضن للإجراء. استهدفت العديد من المنظمات الدولية تشويه الأعضاء التناسلية الأنثوية كممارسة تحتاج إلى القضاء عليها. أجرت منظمة الصحة العالمية (WHO) الكثير من الأبحاث حول مساهمة العوامل المجتمعية في هذا الإجراء. يتم إجراء الكثير من هذا البحث من خلال إجراء المقابلات من أجل إنشاء حملات تعليمية لردعها في المستقبل. أجرت منظمة الصحة العالمية دراسة واحدة في عام 1997 في السودان. أظهرت نتائجهم أن الضغط الاجتماعي، وخاصةً من النساء الأكبر سناً، كان له تأثير كبير على قرار أداء هذا الخفض. قالت ثلثا النساء إن هذا الإجراء قد تم «لإرضاء الزوج»، لكن لم تذكر أي من النساء أن زوجهن اتخذ القرار بمفردهن. من خلال أبحاث مثل هذه، استهدفت منظمة الصحة العالمية، بالإضافة إلى منظمات أخرى، تعليم الشابات في هذه المناطق الريفية كمعيار أساسي لوقف تشويه الأعضاء التناسلية للإناث

### الزواج
مازال الزواج القسري والاغتصاب الزوجي قانونيين في السودان. في عام 2018، حُكم بالإعدام على فتاة تبلغ من العمر 19 عامًا تدعى نورا حسين شنقا بعد طعنها زوجها بعد أن حاول اغتصابها مجددًا. بدأت حملة على وسائل التواصل الاجتماعي من قبل الناشطين الليبراليين داخل السودان وخارجه للضغط على الحكومة السودانية لإلغاء الحكم، بعد رد الفعل الدولي، تم إلغاء حكم الإعدام

## قياس عدم المساواة بين الجنسين

### مؤشر عدم المساواة بين الجنسين
مؤشر عدم المساواة بين الجنسين هو مقياس للتفاوت بين الجنسين تم تقديمه في تبعد لتنمية البشرية لعام 2010. مؤشرات التنمي
ة البشرية هي تصنيفات نسبية في جميع أنحاء البلدان البالغ عددها 187 والتي تشير إلى أنها مرتفعة للغاية وعالية ومتوسطة (لكل منها 47 دولة) ومنخفضة (مع 46 دولة). يصنف تقرير برنامج الأمم المتحدة الإنمائي لعام 2013 السودان رقم 129 من أصل 147 على مؤشر عدم المساواة بين الجنسين.هذا في انخفاض التنمية البشرية الربعية. تصنيف هذا المؤشر هو حساب معدل وفيات الأمهات، ومعدل خصوبة المراهقات، والإناث في البرلمان الوطني، والسكان الحاصلين على تعليم ثانوي على الأقل، ومعدل المشاركة في القوى العاملة. الأرقام الواردة في تقرير برنامج الأمم المتحدة الإنمائي للسودان لعام 2012 مقارنة بمتوسط البلدان في فئة «التنمية البشرية المنخفضة» أدناه.

| قيمة GII  | معدل وفيات الأمهات | معدل الخصوبة لدى المراهقين | المقاعد في البرلمان الوطني (إناث) | السكان الحاصلون على التعليم الثانوي (إناث) | السكان الحاصلون على تعليم ثانوي (ذكور) | معدل المشاركة في القوى العاملة (إناث) | معدل المشاركة في القوى العاملة (ذكور) |      |
| --------- | ------------------ | -------------------------- | --------------------------------- | ------------------------------------------ | -------------------------------------- | ------------------------------------- | ------------------------------------- | ---- |
| LHD متوسط | 0.578              | 405                        | 86.0                              | 19.2                                       | 18.0                                   | 32.0                                  | 56.4                                  | 79.9 |
| السودان   | 0.604              | 730                        | 53.0                              | 24.1                                       | 12.8                                   | 18.2                                  | 30.9                                  | 76.5 |

التباين بين النساء والرجال في القوى العاملة مثير للقلق خصوصًا. 76.9٪ من الرجال ينشطون في القوى العاملة «الرسمية» مقارنة بقوة النساء، 30.9٪. وهكذا، يشارك حوالي 50٪ من الرجال في الأنشطة الاقتصادية مقارنة بالنساء. يحتل السودان المرتبة الأدنى في جميع الفئات من متوسط بلد التنمية البشرية المنخفض باستثناء معدل خصوبة المراهقات وفي المقاعد النسائية في الجمعية الوطنية. في نوفمبر 2019، ألغت حكومة عبد الله حمدوك جميع القوانين التي تقيد حرية المرأة في اللباس، والتنقل، وتكوين الجمعيات، والعمل والدراسة، وحل الحزب الحاكم السابق.